# Grodzisko w Przeczycy

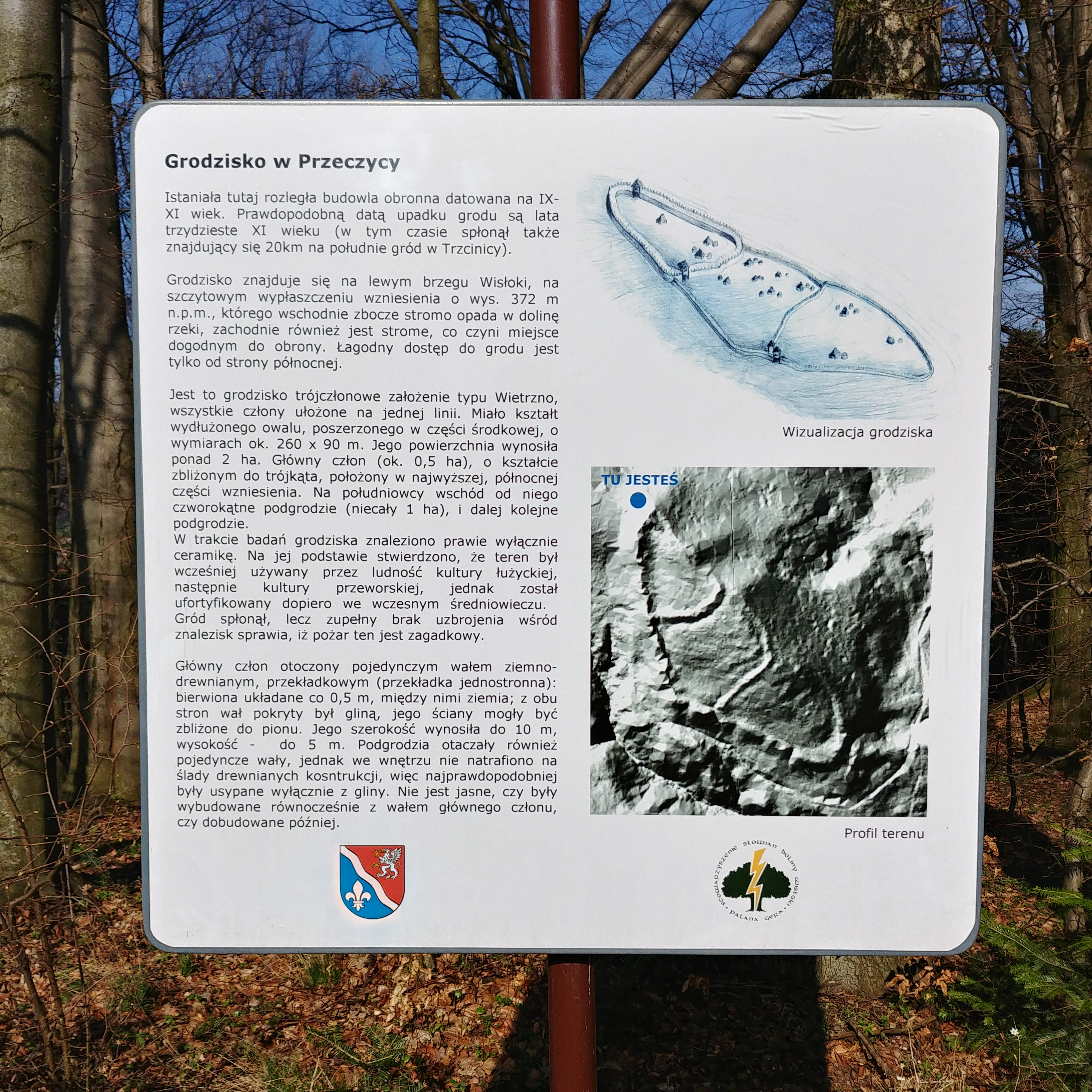
Tablica Grodzisko w Przeczycy.

Grodzisko w Przeczycy – rozległa budowla obronna datowana na IX-XI wiek w miejscowości Przeczyca. Prawdopodobną datą upadku grodu są lata trzydzieste XI wieku (w tym czasie spłonął także znajdujący się 20 km na południe gród w Trzcinicy).
Grodzisko znajduje się na lewym brzegu Wisłoki, na szczytowym wypłaszczeniu wzniesienia nazywanym Zamczyskiem o wys. 372 m n.p.m., którego wschodnie zbocze stromo opada w dolinę rzeki, zachodnie również jest strome, co czyni miejsce dogodnym do obrony. Łagodny dostęp do grodu jest od strony północnej.
Jest to grodzisko trójczłonowe założenie typu Wietrzno, wszystkie człony ułożone na jednej linii. Miało kształt wydłużonego owalu, poszerzonego w części środkowej, o wymiarach ok. 260 × 90 m. Jego powierzchnia wynosiła około 2 ha. Główny człon (ok. 0,5 ha), o kształcie zbliżonym do trójkąta, położony w najwyższej, północnej części wzniesienia. Na południowy wschód od niego czworokątne podgrodzie (niecały 1 ha), i dalej kolejne podgrodzie.
W trakcie badań grodziska znaleziono prawie wyłącznie ceramikę. Na jej podstawie stwierdzono, że teren był wcześniej używany przez ludność kultury łużyckiej, następnie kultury przeworskiej, jednak został ufortyfikowany dopiero we wczesnym średniowieczu. Gród spłonął, lecz zupełnie brak uzbrojenia wśród znalezisk sprawia, iż pożar ten jest zagadkowy.
Główny człon otoczony pojedynczym wałem ziemno-drewnianym, przekładkowym (przekładka jednostronna): bierwiona układane co 0,5 m, między nimi ziemia; z obu stron wał pokryty był gliną, jego ściany mogły być zbliżone do pionu. Jego szerokość wynosiła do 10 m, wysokość – do 5 m. Podgrodzia otaczały również pojedyncze wały, jednak we wnętrzu nie natrafiono na ślady drewnianych konstrukcji, więc najprawdopodobniej były usypane wyłącznie z gliny. Nie jest jasne, czy były wybudowane równocześnie z wałem głównego członu, czy dobudowane później.
Obok grodziska w Przeczycy we wczesnym średniowieczu musiały istnieć w okolicy osiedla wiejskie, będące jego naturalnym zapleczem. Być może w tym okresie funkcjonował też gród w pobliskiej Kamienicy Górnej na tzw. Zamkowej Górze. Opowiadają o nim liczne legendy. Jednak dotychczas nie prowadzono tam badań archeologicznych, które mogłyby to potwierdzić.
Dotychczasowe badania archeologiczne były prowadzone w latach:
- 1962 – 1962, kierownikiem badań był A. Kunysz – badania sondażowe
- 1965 – 1965, kierownikiem badań był A. Jodłowski – badania wykopaliskowe.